# Daniel Imperiale
Daniel Imperiale (Guaymallén, 22 aprile 1988) è un calciatore argentino, centrocampista svincolato.

## Caratteristiche tecniche
È un mediano.

## Carriera
È cresciuto nelle giovanili del Dep. Guaymallén.